# Riserva naturale Destra foce Fiume Reno
La riserva naturale Destra foce Fiume Reno è un'area naturale protetta situata nella provincia di Ravenna, in Emilia-Romagna. La riserva occupa una superficie di 40,00 ettari ed è stata istituita nel 1980. nella provincia di Ravenna a tutela della zona umida della foce del Reno.